# Grainville-Langannerie
Grainville-Langannerie ist eine französische Gemeinde mit 786 Einwohnern (Stand: 1. Januar 2022) im Département Calvados in der Region Normandie. Sie gehört zum Arrondissement Caen und zum Kanton Le Hom.

## Geografie
Grainville-Langannerie liegt etwa 15 Kilometer nordnordwestlich von Falaise und 22 Kilometer südsüdöstlich von Caen. Umgeben wird die Gemeinde von Bretteville-le-Rabet im Norden, Soignolles im Nordosten, Estrées-la-Campagne im Osten, Soumont-Saint-Quentin im Südosten, Fontaine-le-Pin im Süden, Saint-Germain-le-Vasson im Südwesten, Barbery im Westen sowie Urville in nordwestlicher Richtung.

## Bevölkerungsentwicklung
| Jahr                             | 1793 | 1836 | 1876 | 1926 | 1946 | 1968 | 1990 | 2016 |
| Einwohner                        | 178  | 199  | 388  | 308  | 355  | 531  | 466  | 719  |
| Quelle: Cassini, EHESS und INSEE |      |      |      |      |      |      |      |      |

## Sehenswürdigkeiten
- Pfarrkirche Saint-Étienne aus dem 19. Jahrhundert
- Polnischer Gefallenenfriedhof
- Lavoir (Waschhaus)

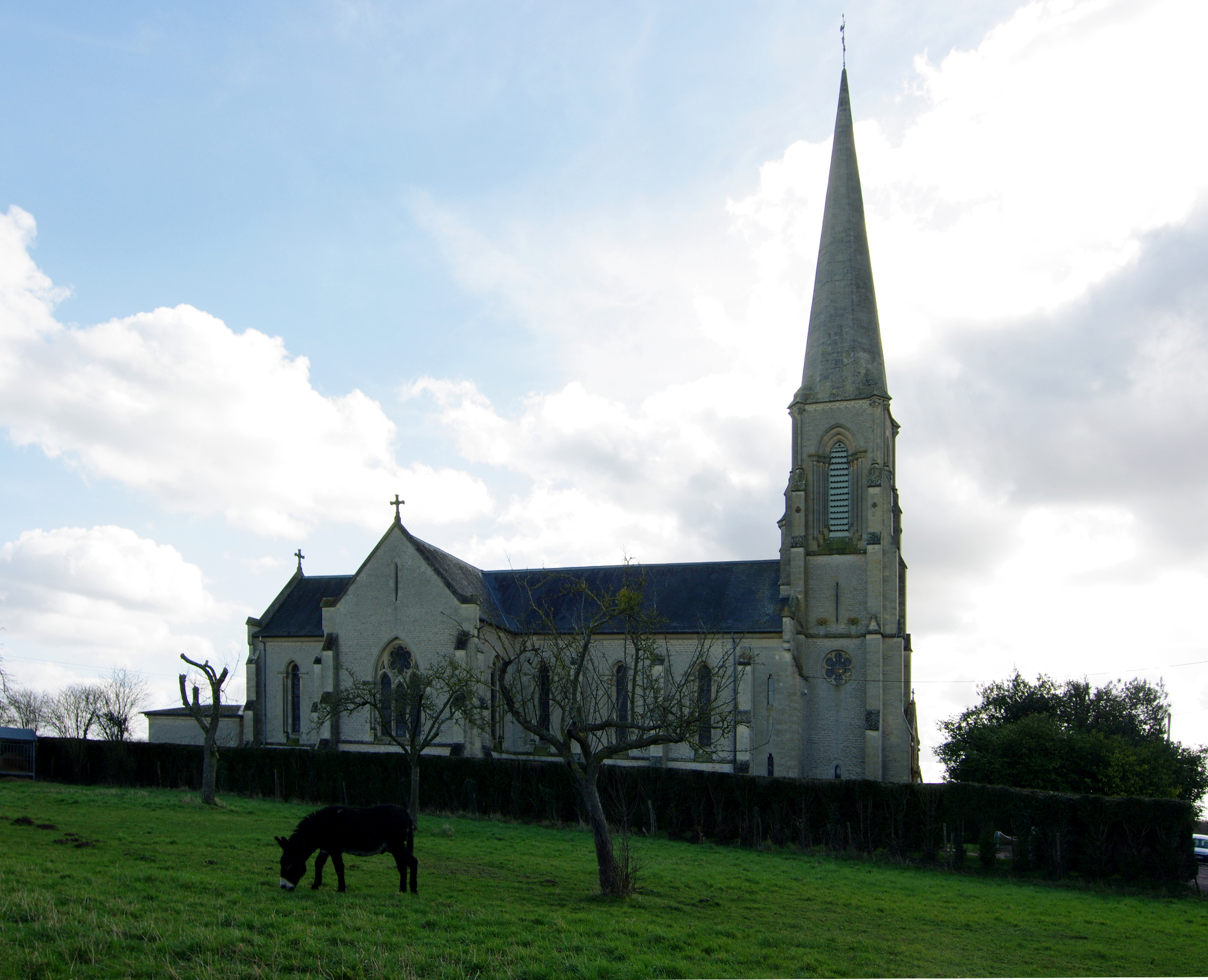
Kirche Saint-Étienne
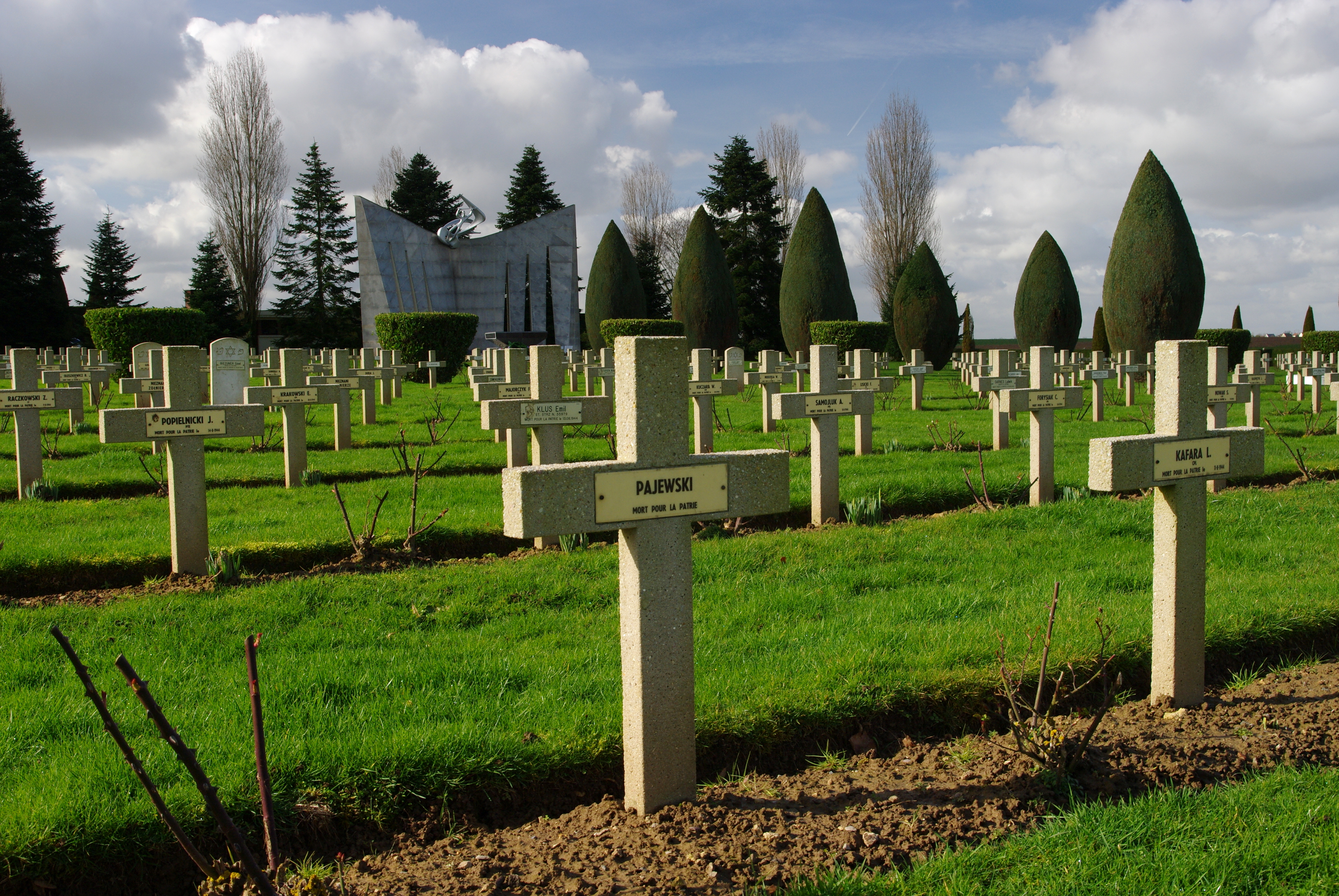
Gräber auf dem Friedhof
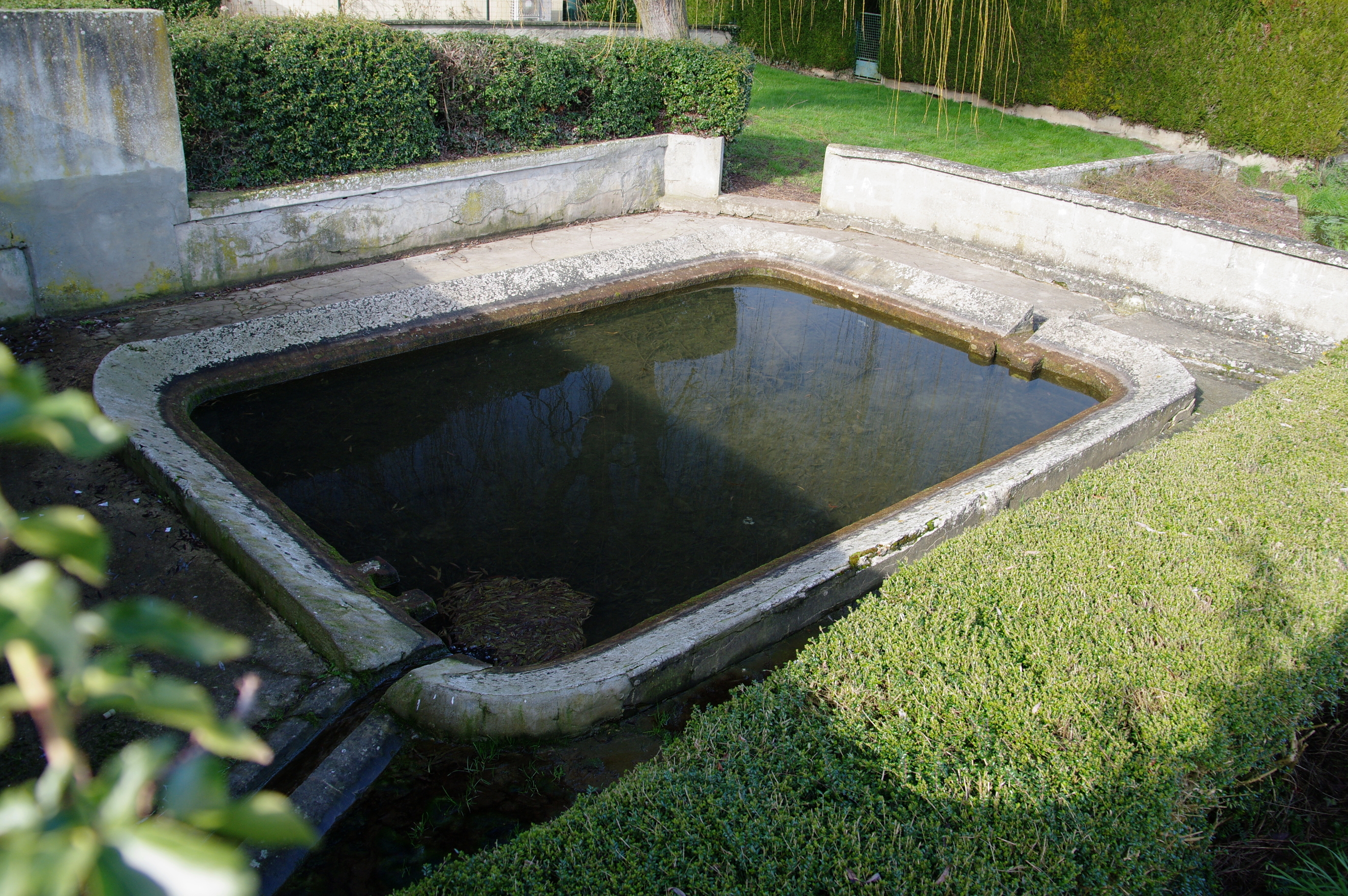
Waschhaus